# USS Burrows (DD-29)
Pour les autres navires du même nom, voir USS Burrows.
L'USS Burrows (DD-29) est un destroyer de l'United States Navy de classe Paulding (en) construit à partir de 1909 et mis en service en 1911. Il est nommé d'après William Ward Burrows II (en).